# Государственная аварийно-спасательная служба субъекта Российской Федерации

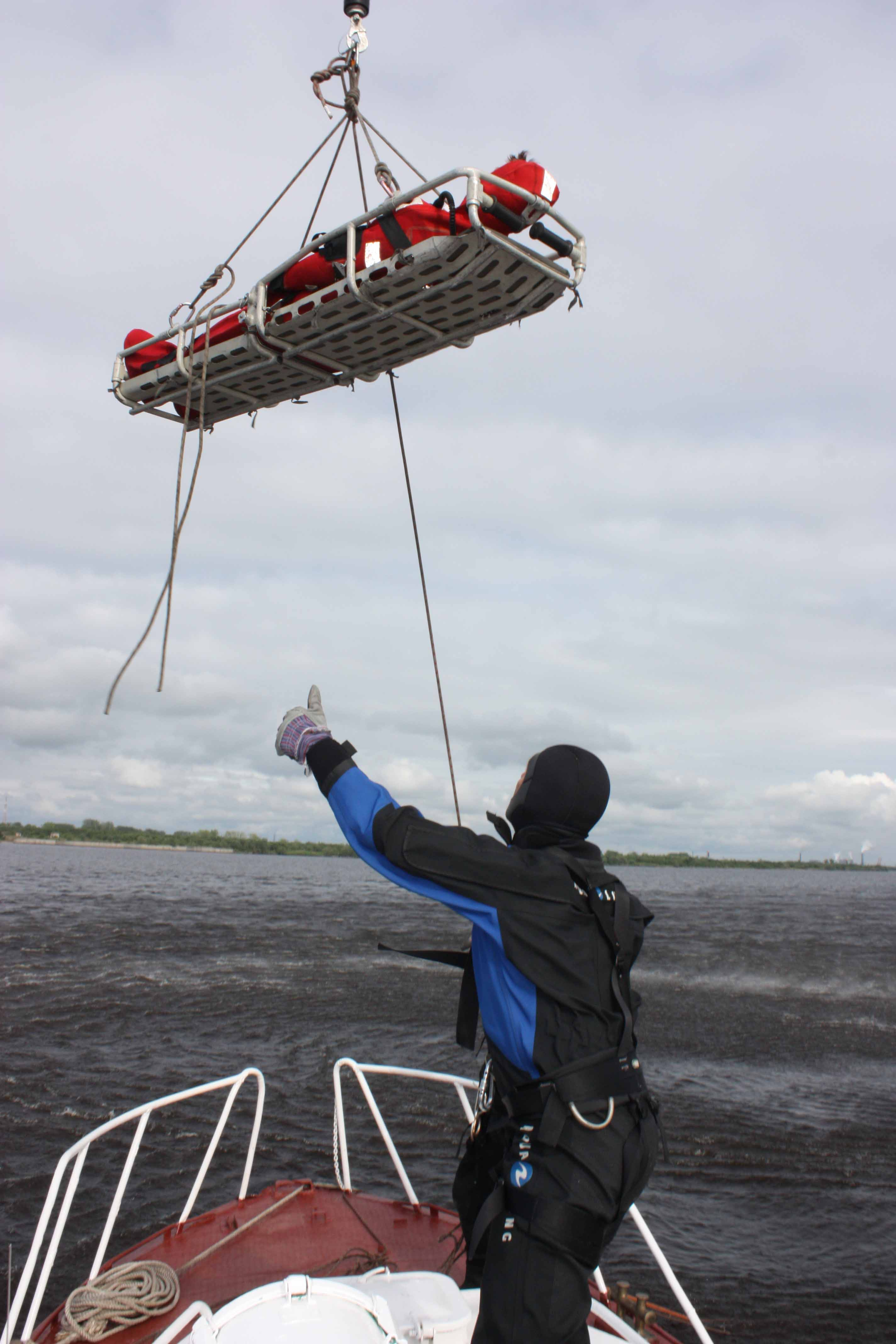
Тренировка пловцов-спасателей. Подъём пострадавшего на носилках на борт вертолёта

Государственная аварийно-спасательная служба субъекта Российской Федерации — совокупность органов управления, сил и средств субъекта Российской Федерации, создаваемых на постоянной штатной основе в соответствии с решением органа исполнительной власти субъекта, предназначенных для решения задач по предупреждению и ликвидации чрезвычайных ситуаций, функционально объединённых в единую систему, основу которой составляют аварийно-спасательные формирования субъекта.
На 2013 год действовало 1039 аттестованных аварийно-спасательных формирований, созданных органами исполнительной власти субъектов Российской Федерации (включая пожарно-спасательные части субъектов).

## Законодательство
Базовыми актами, регулирующими вопросы создания и деятельности аварийно-спасательных служб, являются законы субъектов Российской Федерации об аварийно-спасательных службах и принятые на основании этих законов подзаконные акты. Законы различных субъектов весьма значительно различаются по объёму правового регулирования и степени его конкретности. В некоторых субъектах объём законодательного регулирования аварийно-спасательных служб минимален.
Например, в законодательстве Архангельской области даётся определение:

государственная областная аварийно-спасательная служба — совокупность органов управления, сил и средств, предназначенных для решения задач по предупреждению и ликвидации чрезвычайных ситуаций межмуниципального и регионального характера в Архангельской области, функционально объединённых в систему, основу которой составляют государственные областные аварийно-спасательные формирования— Архангельская область. Областной закон. Об аварийно-спасательных службах и статусе спасателей в Архангельской области. Принят Архангельским областным Собранием депутатов (Постановление от 26 сентября 2007 года № 1319)
Основная законодательная база по защите населения и территории от чрезвычайных ситуаций формируется на уровне субъекта с учётом территориальных, национальных, экономических особенностей.

## История
При создании Российской системы предупреждения и действий в чрезвычайных ситуациях в 1992 году для каждого субъекта федерации предусматривалось наличие дежурной службы, сил и средств на данной территории. Порядок создания и функционирования определялся органами исполнительной власти субъекта.
Изначально поисково-спасательные службы были созданы во многих крупных городах России. В дальнейшем было принято решение перевести финансирование спасателей с федерального уровня на местный, были созданы службы, финансируемые за счёт региональных бюджетов. В некоторых городах существовали одновременно две спасательные службы: имеющая федеральное подчинение и служба спасения, созданная властью субъекта.
На 1998 год в субъектах было создано 103 формирования общей численностью 3800 человек и планировалась в течение 2-3 лет передача на баланс субъектов спасательных формирований МЧС.
По состоянию на 2001 г. в составе МЧС России находилось 57 поисково-спасательных формирований, в т. ч.: региональных поисково-спасательных отрядов (ПСО) — 7; краевых ПСО — 3; республиканских ПСО — 19; областных ПСО — 22; территориальных ПСС — 6. Численность составляла 1780 чел. Дополнительно в этих отрядах и службах за счёт бюджетов субъектов РФ содержались 338 человек. В 2005 г. проведена передача 44 поисково-спасательных формирований МЧС России на финансирование средств бюджетов субъектов.

## Список государственных аварийно-спасательных служб субъектов РФ
- Архангельская область — Архангельская областная служба спасения
- Республика Карелия - Государственное казённое учреждение «Карельская республиканская поисково-спасательная служба» «ГКУ КРПСС»
- Воронежсая область — Аварийно-спасательная служба Воронежской области[7]
- Кемеровская область — Кемеровская областная поисково-спасательная служба ГКУ КО "Агентство по защите населения и территории Кемеровской области"
- Республика Крым — Государственное казённое учреждение «Крымская республиканская аварийно – спасательная служба «Крым – СПАС»
- Нижегородская область — Аварийно-спасательная служба ГКУ «Управление по делам гражданской обороны, чрезвычайным ситуациям и пожарной безопасности Нижегородской области»[8]
- Самарская область — ГКУ «Поисково-спасательная служба Самарской области»
- Республика Татарстан - Государственное казённое учреждение "Поисково-спасательная служба Республики Татарстан при Министерстве по делам гражданской обороны и чрезвычайным ситуациям Республики Татарстан"[9][10][11]

### Архангельская областная служба спасения

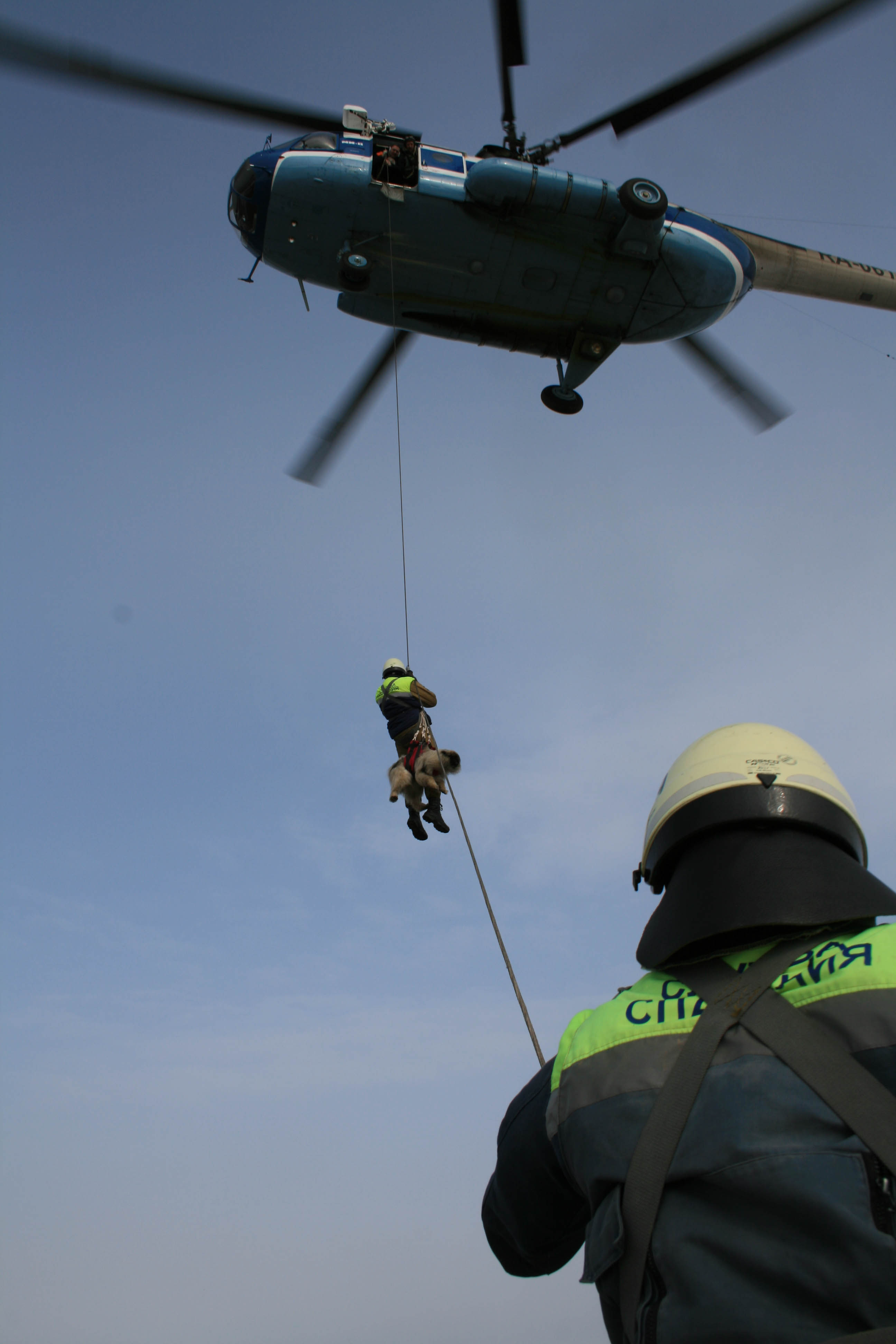
Беспарашютное десантирование
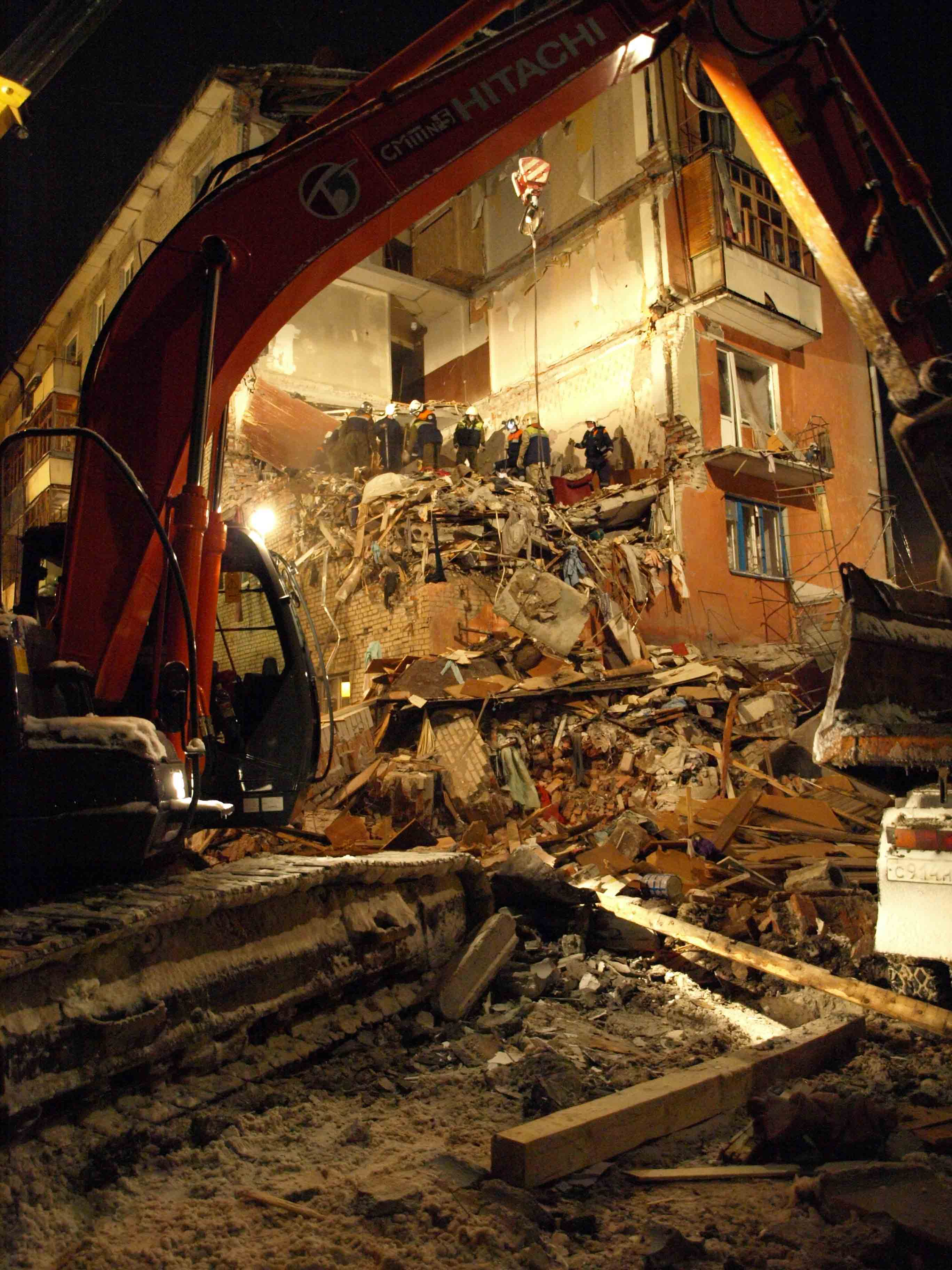
Взрыв бытового газа в жилом доме
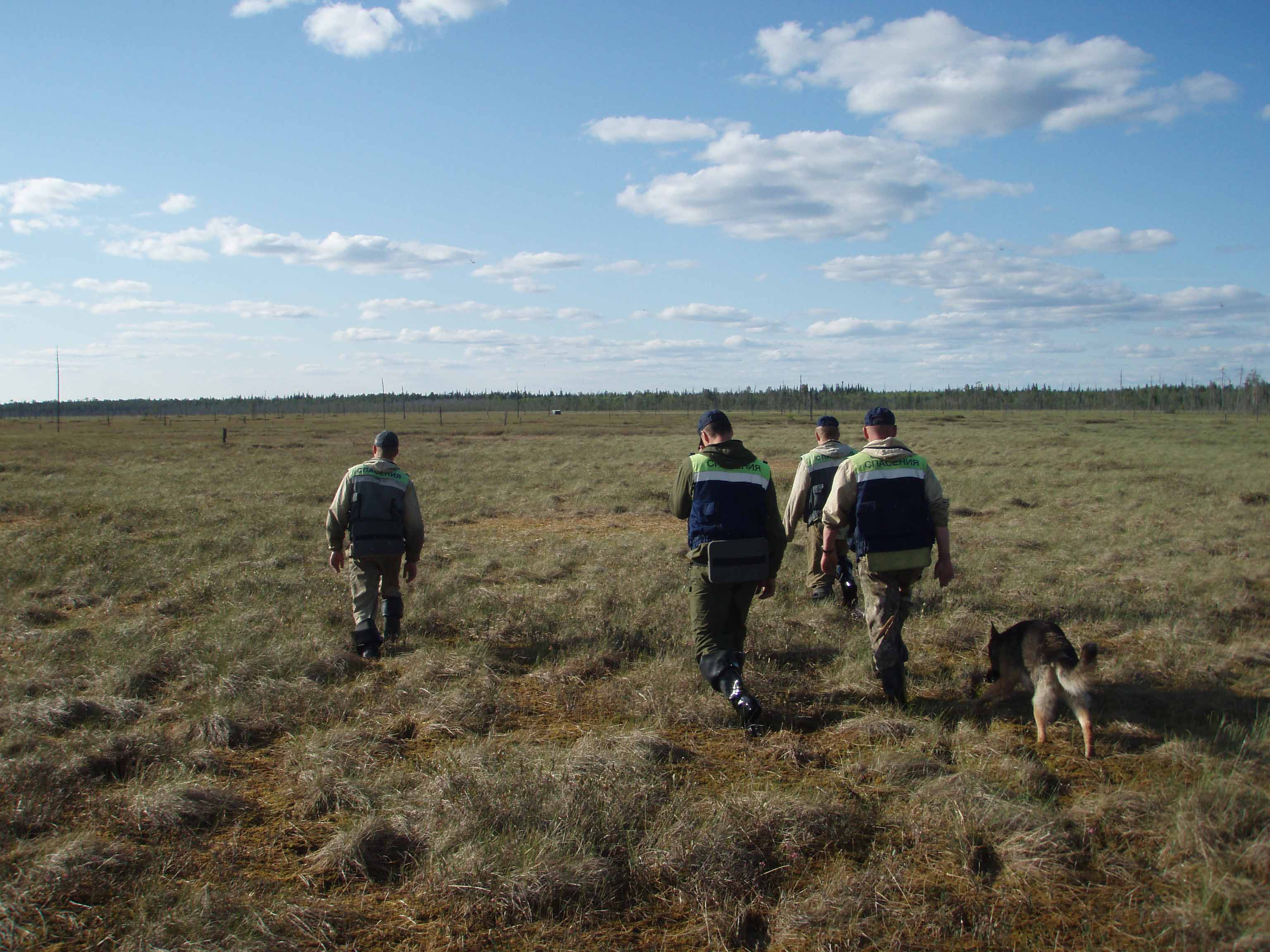
Поисковые работы
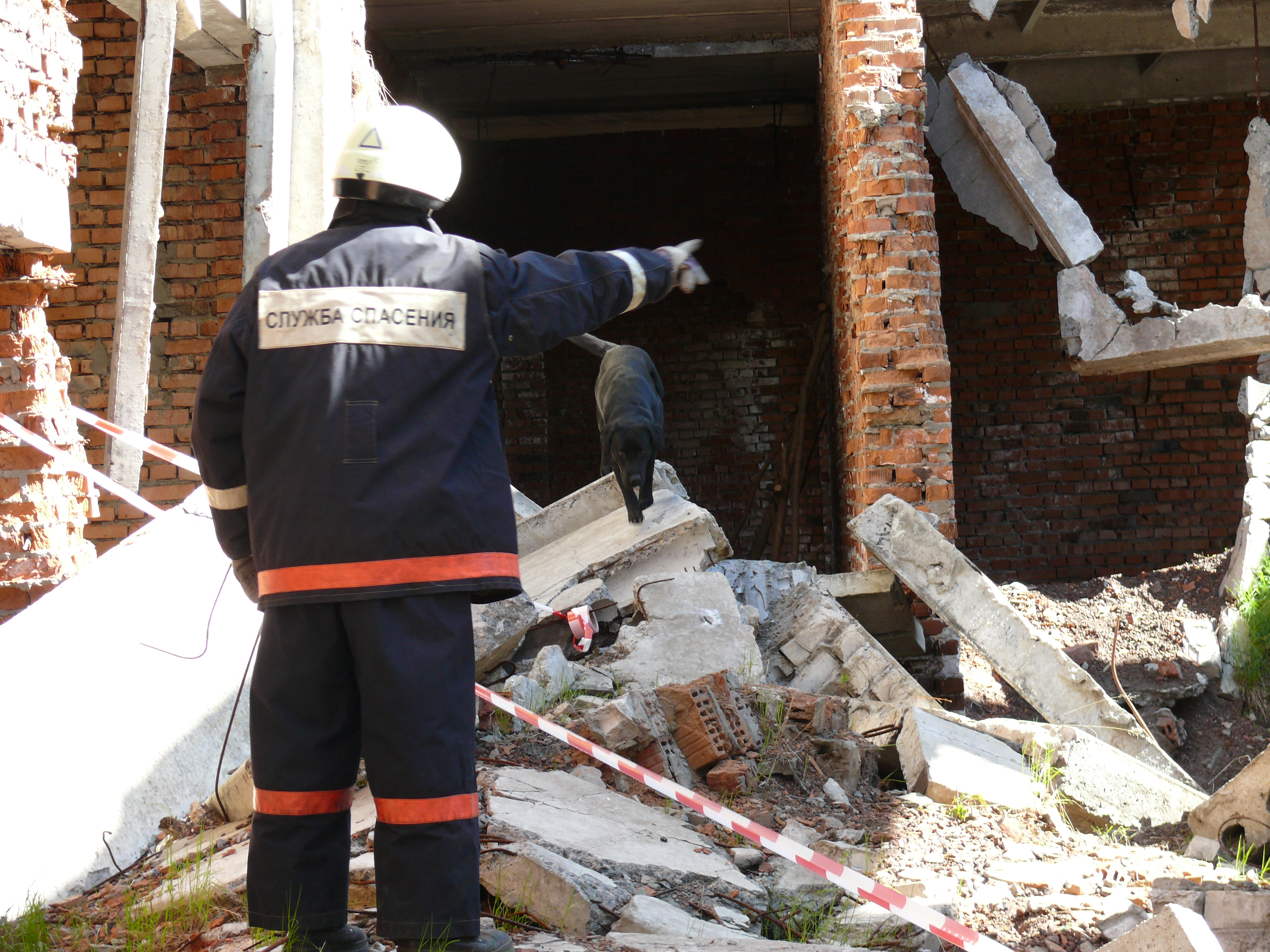
Спасательные работы на месте обрушения здания.
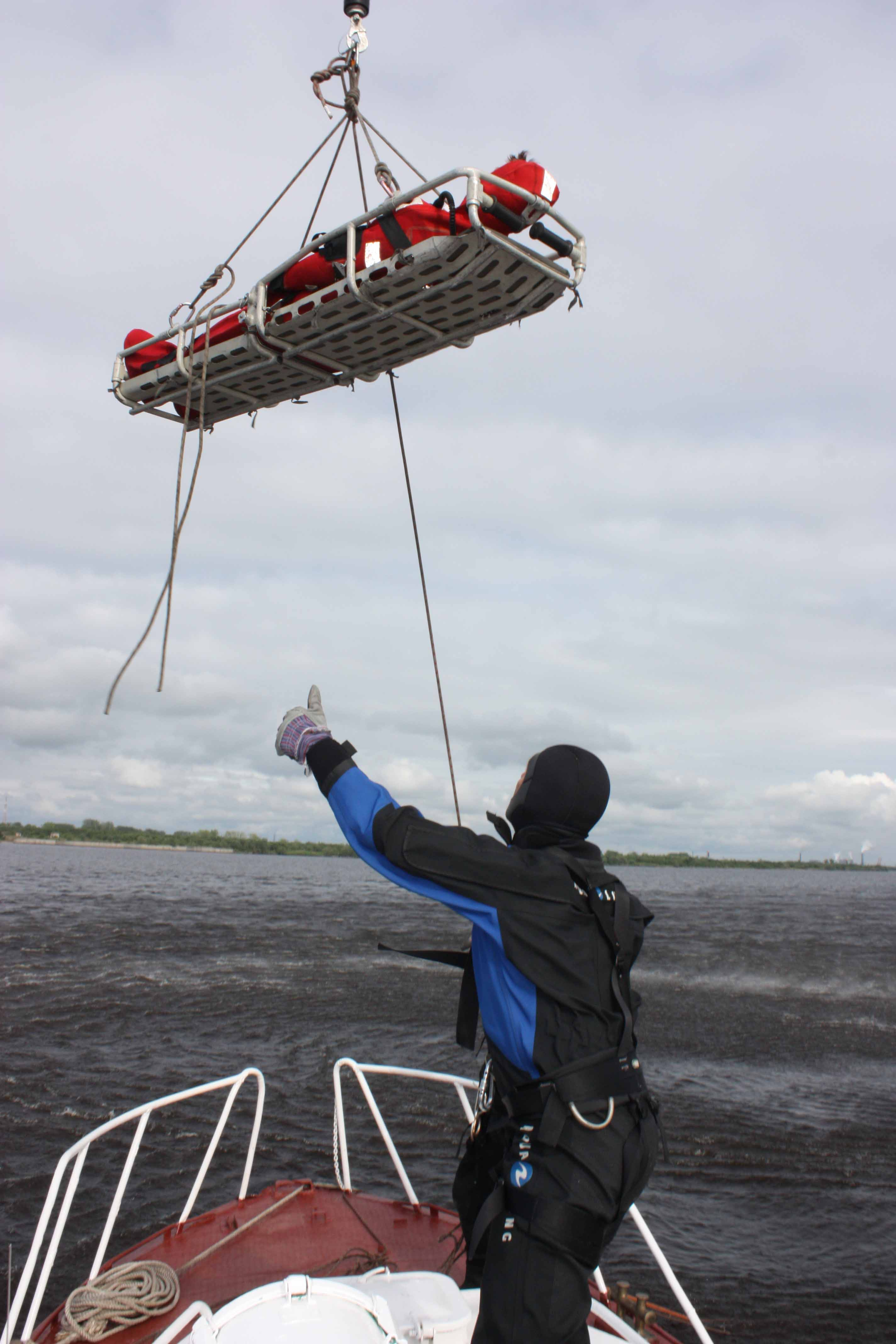
Тренировка пловцов-спасателей. Подъём пострадавшего на носилках на борт вертолёта
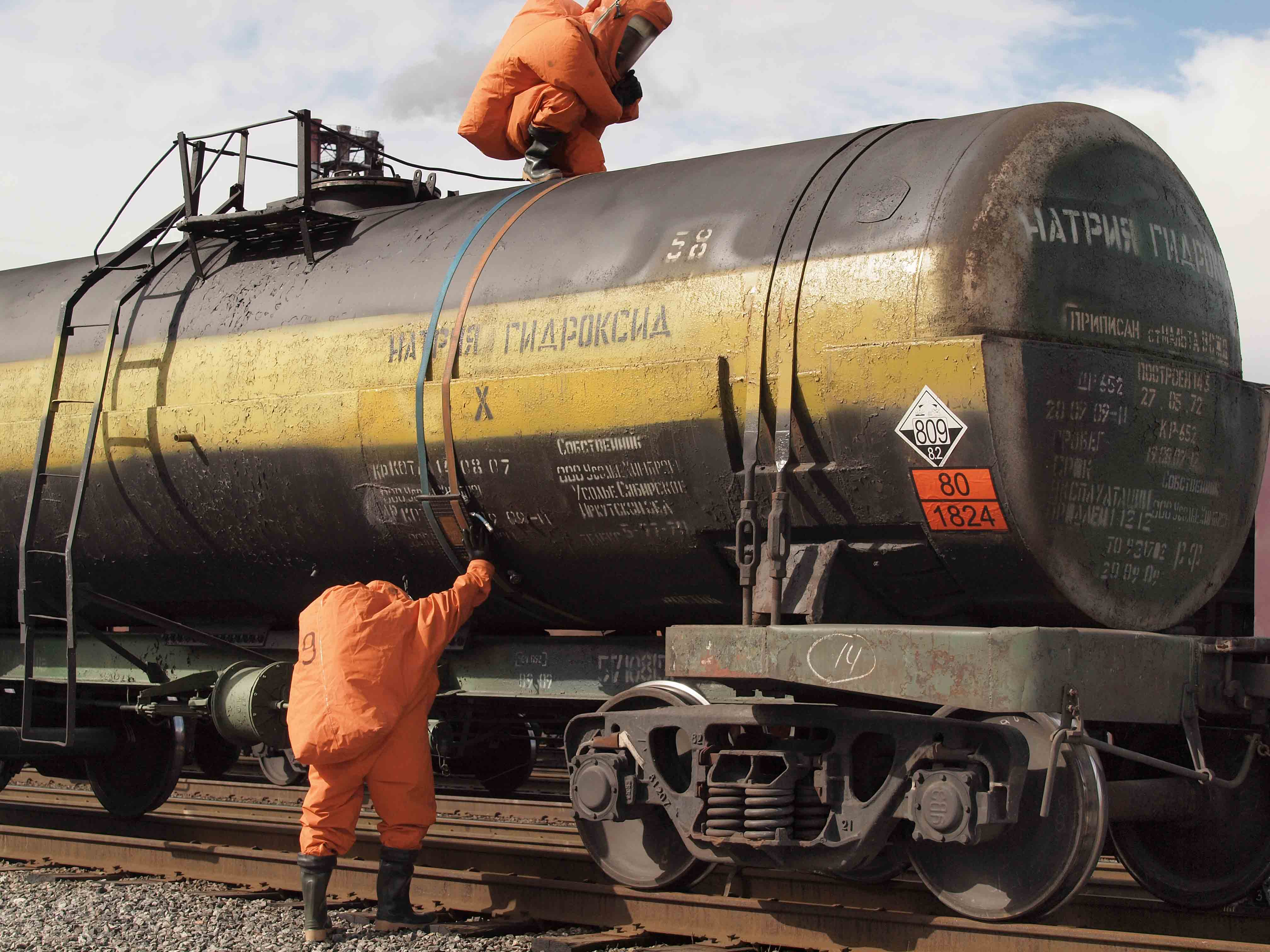
Работы по ликвидации утечки АХОВ
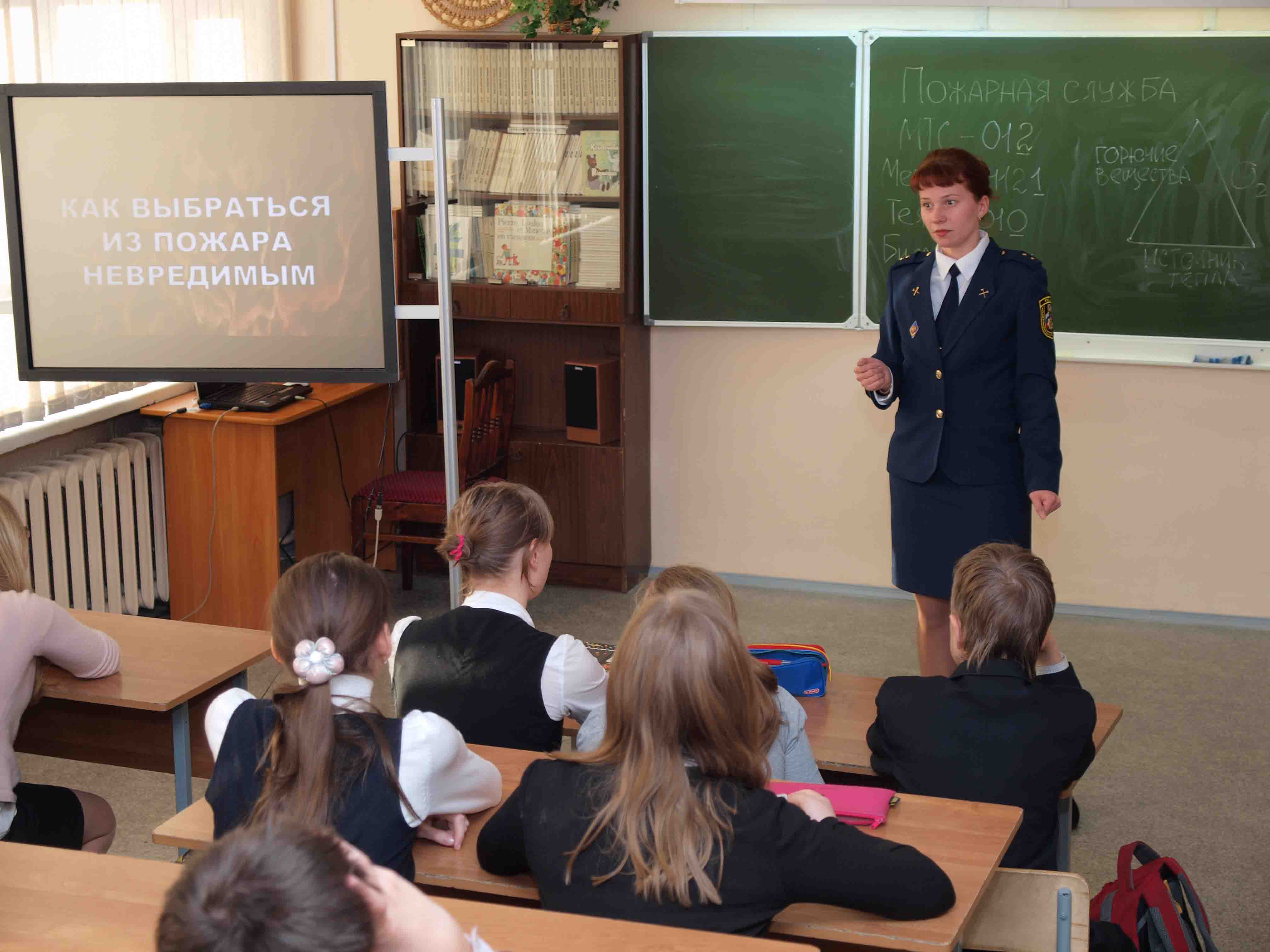
Проведение лекций по безопасности жизнедеятельности в образовательных учреждениях
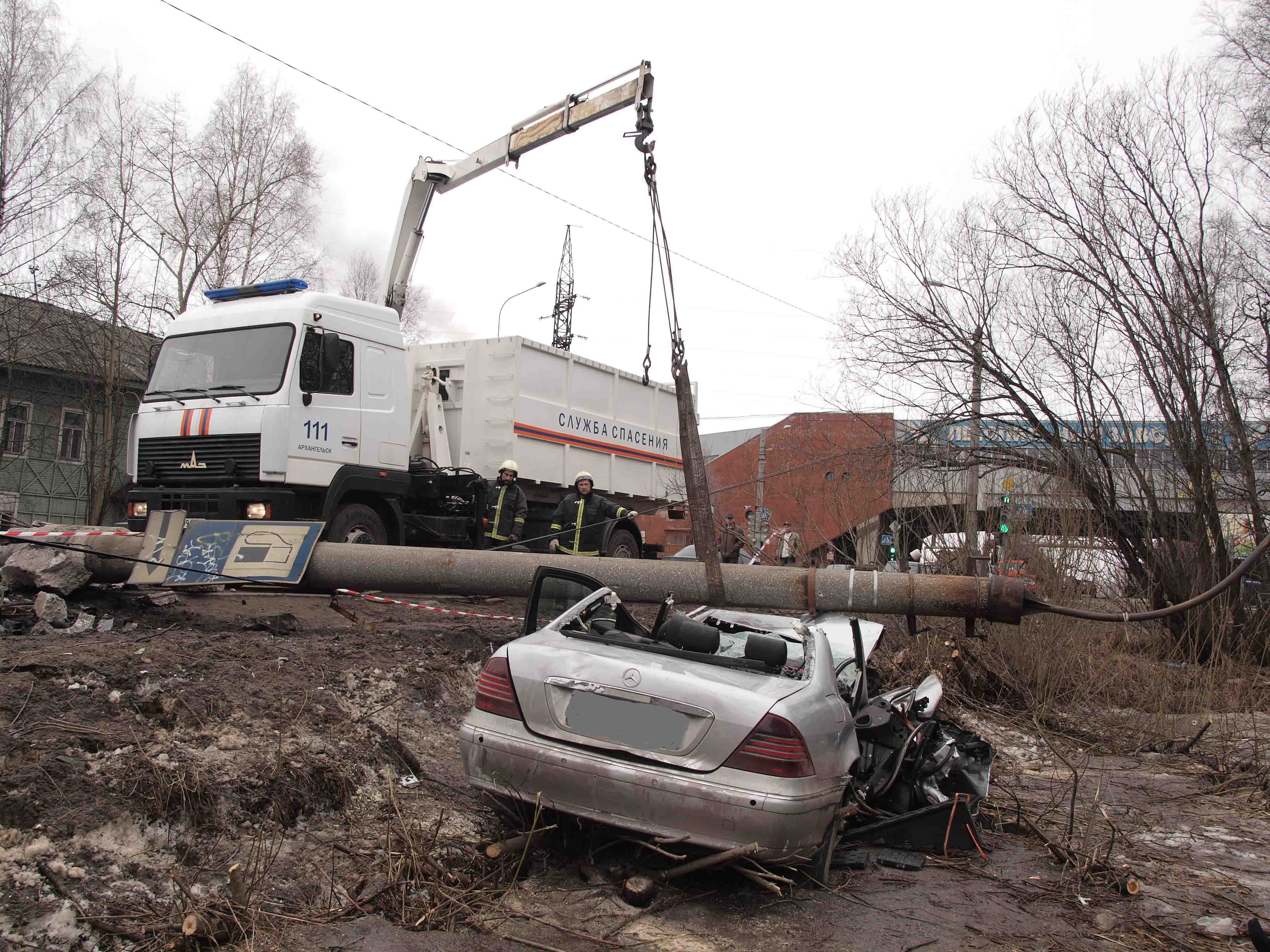
Ликвидация последствий ДТП
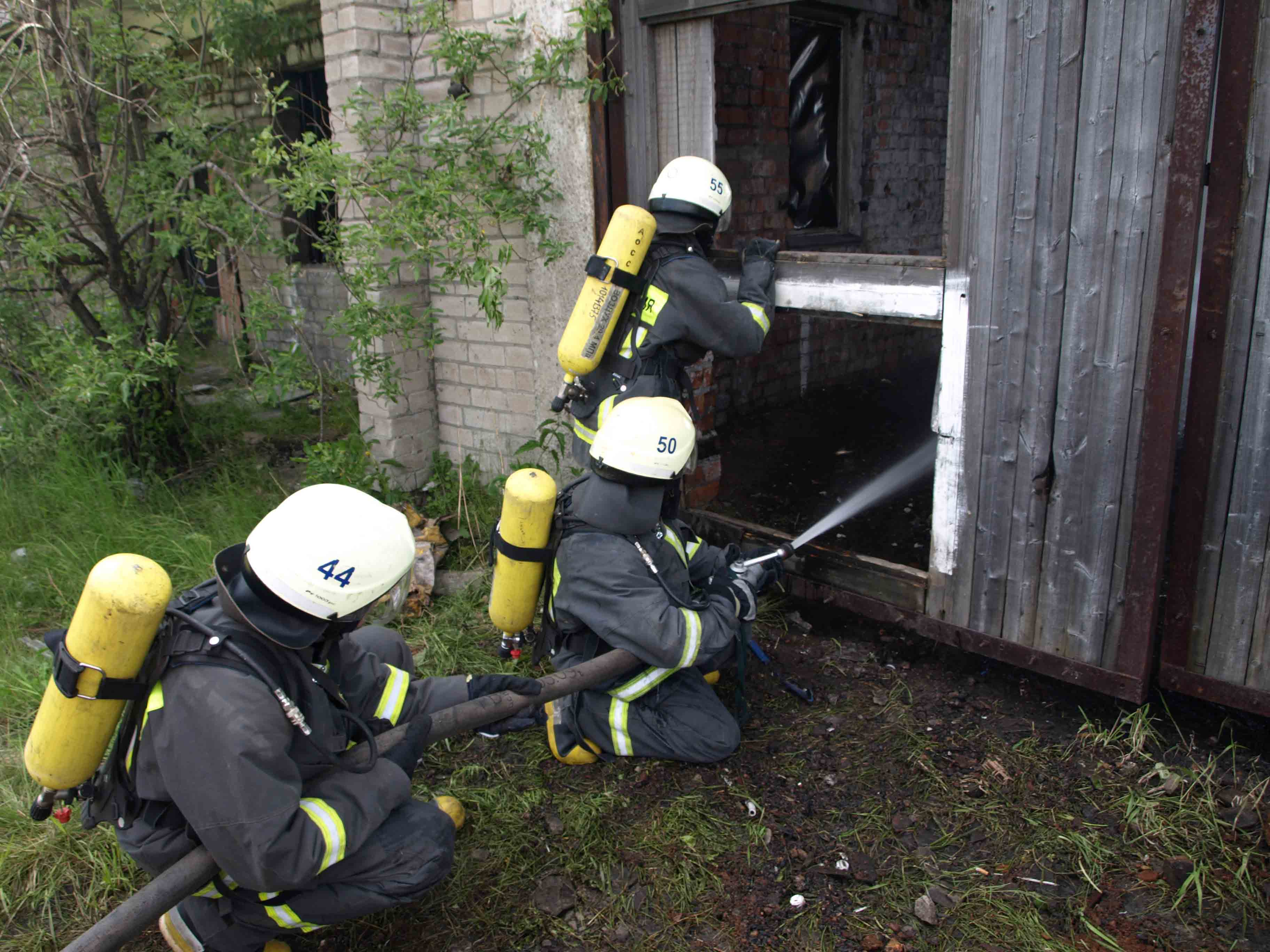
Работы по тушению пожара
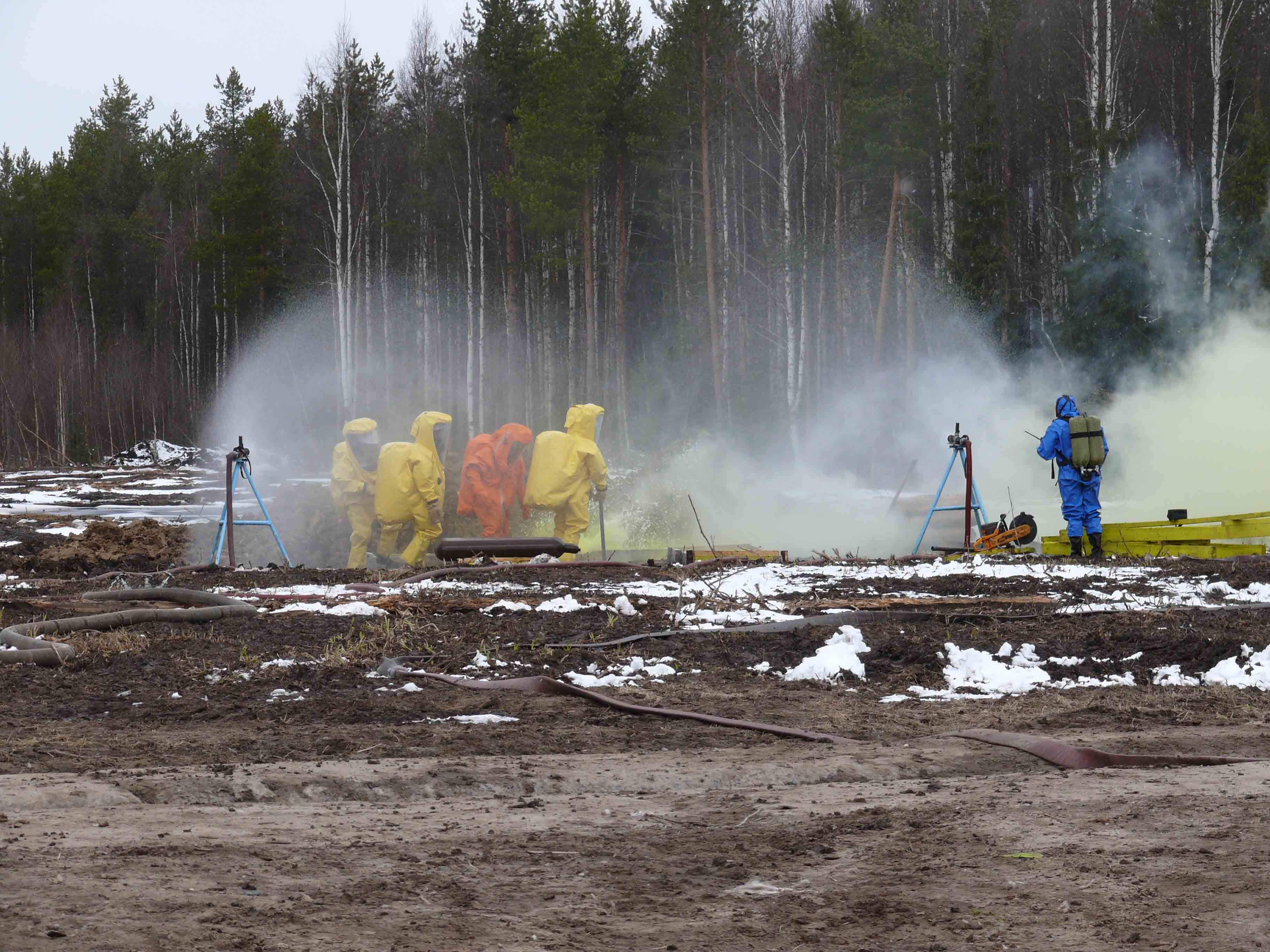
Утилизация химически опасных веществ
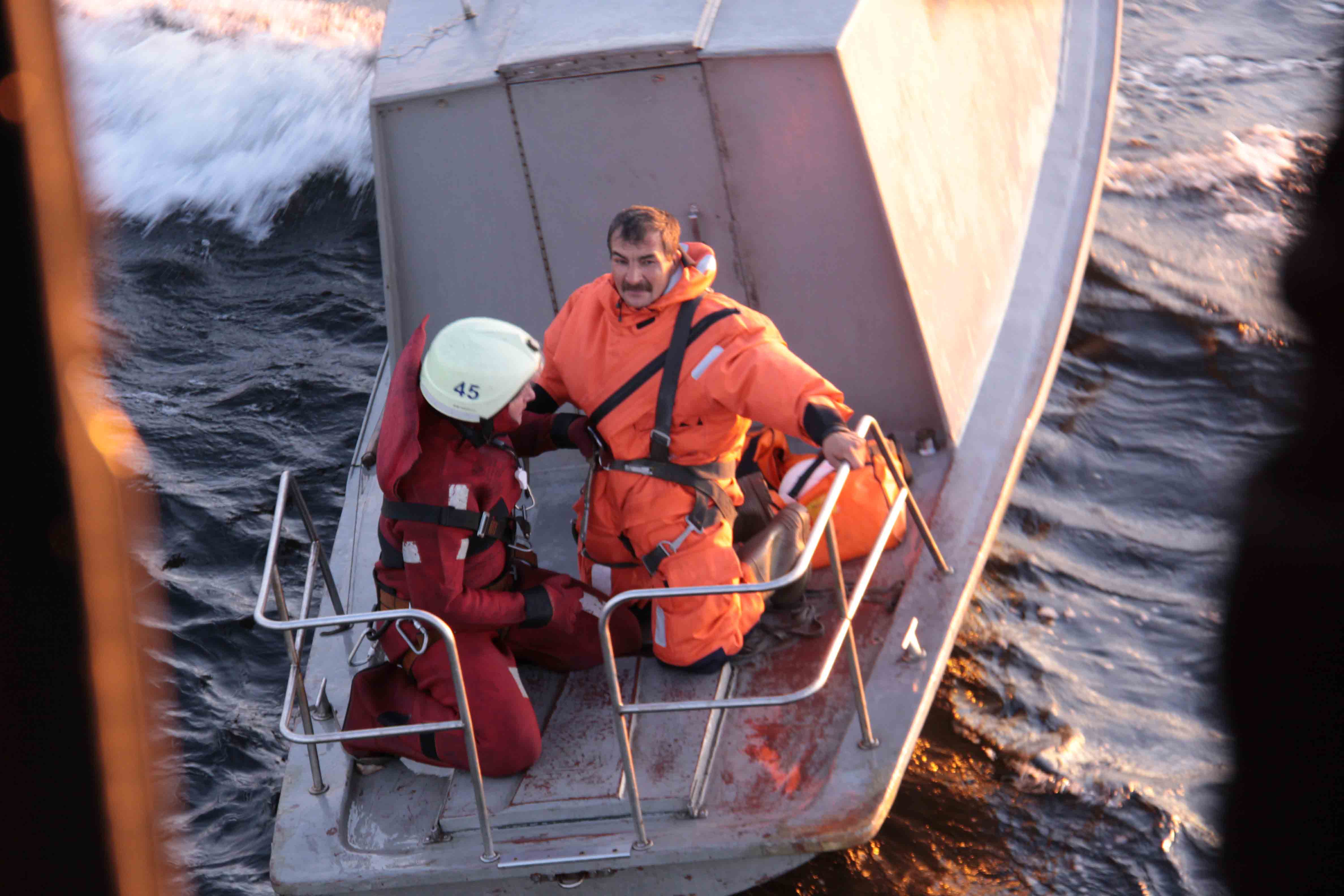
Эвакуация рыбака с аварийного катера
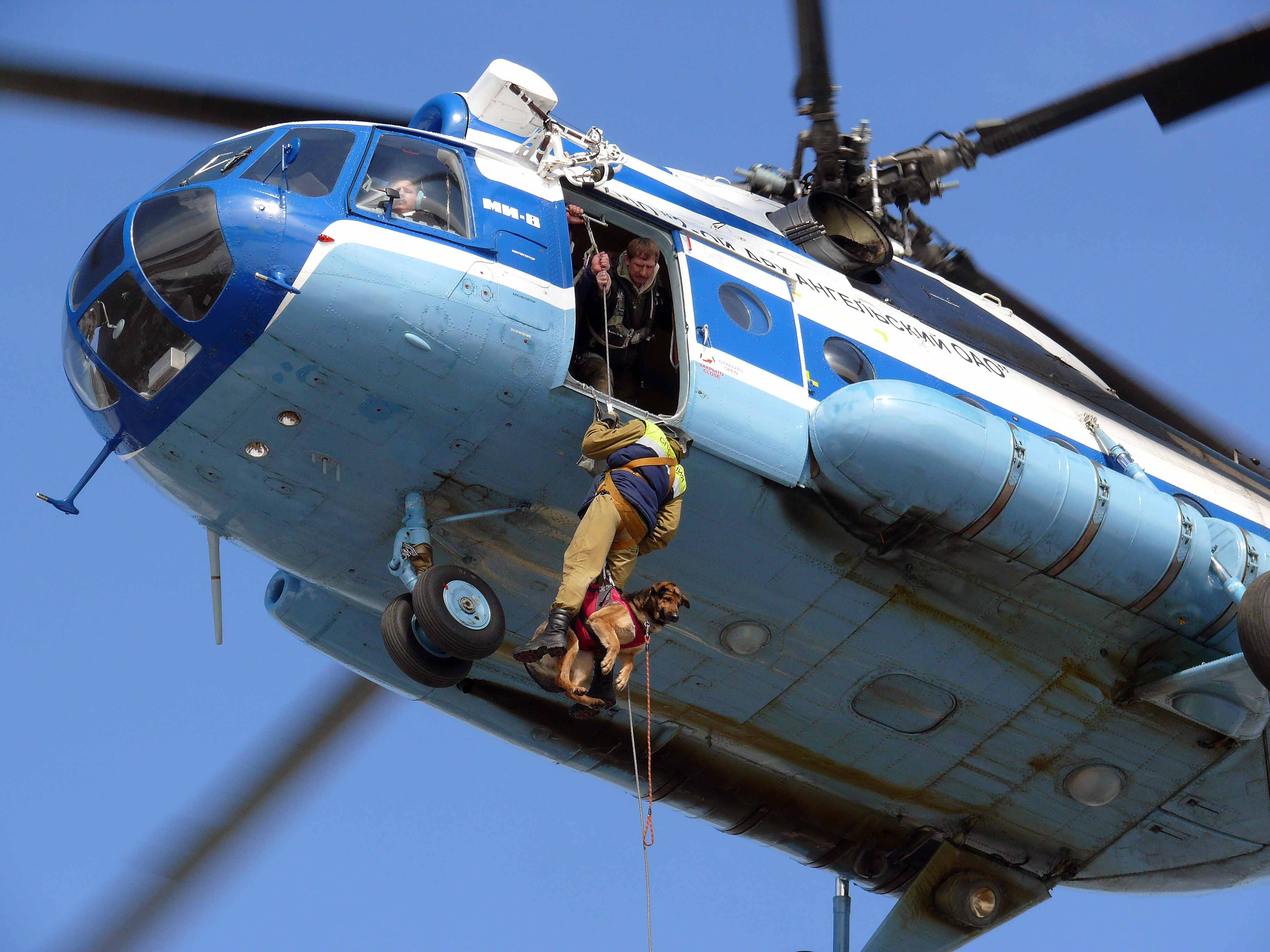
Беспарашютное десантирование спасателя и поисковой собаки